# Ostoja Witnicko-Dębniańska

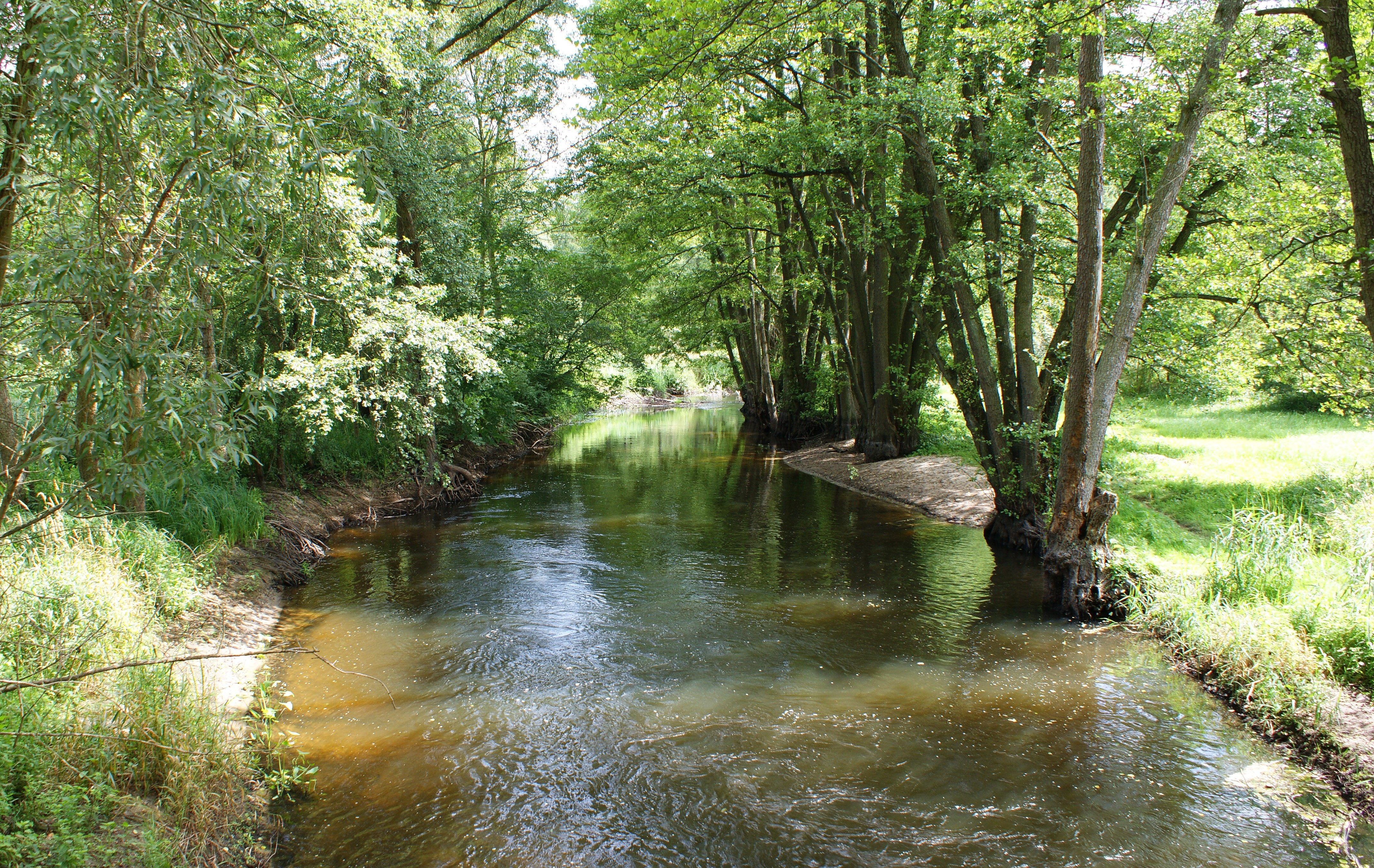
Myśla w Mostnie

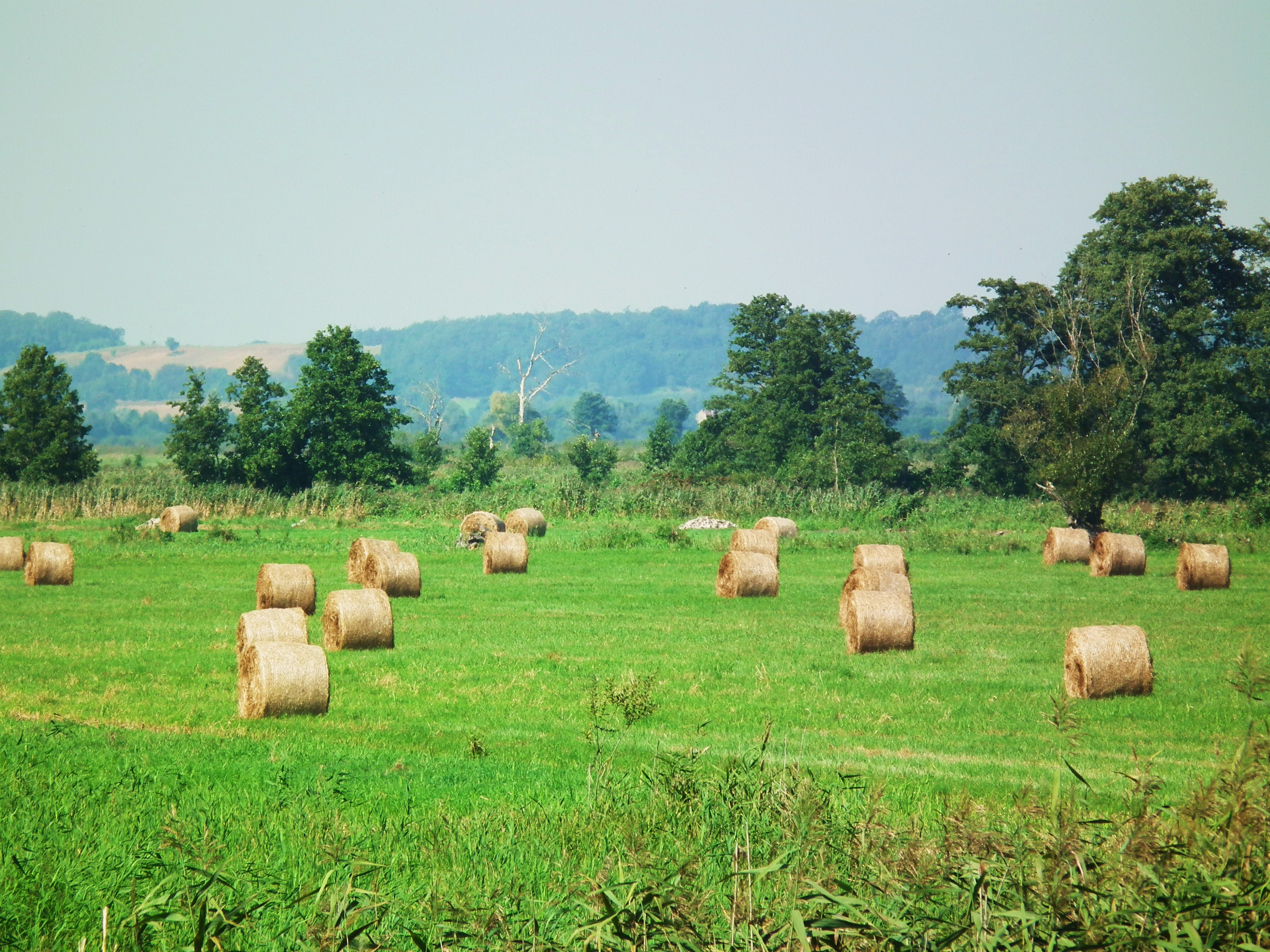
Krawędź doliny Warty widziana z Kłopotowa (z błot nadwarciańskich)

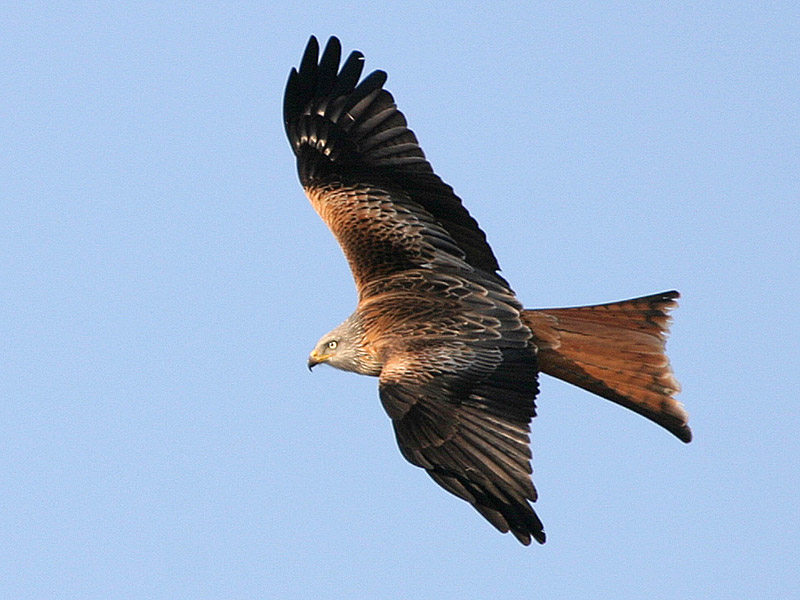
Kania ruda

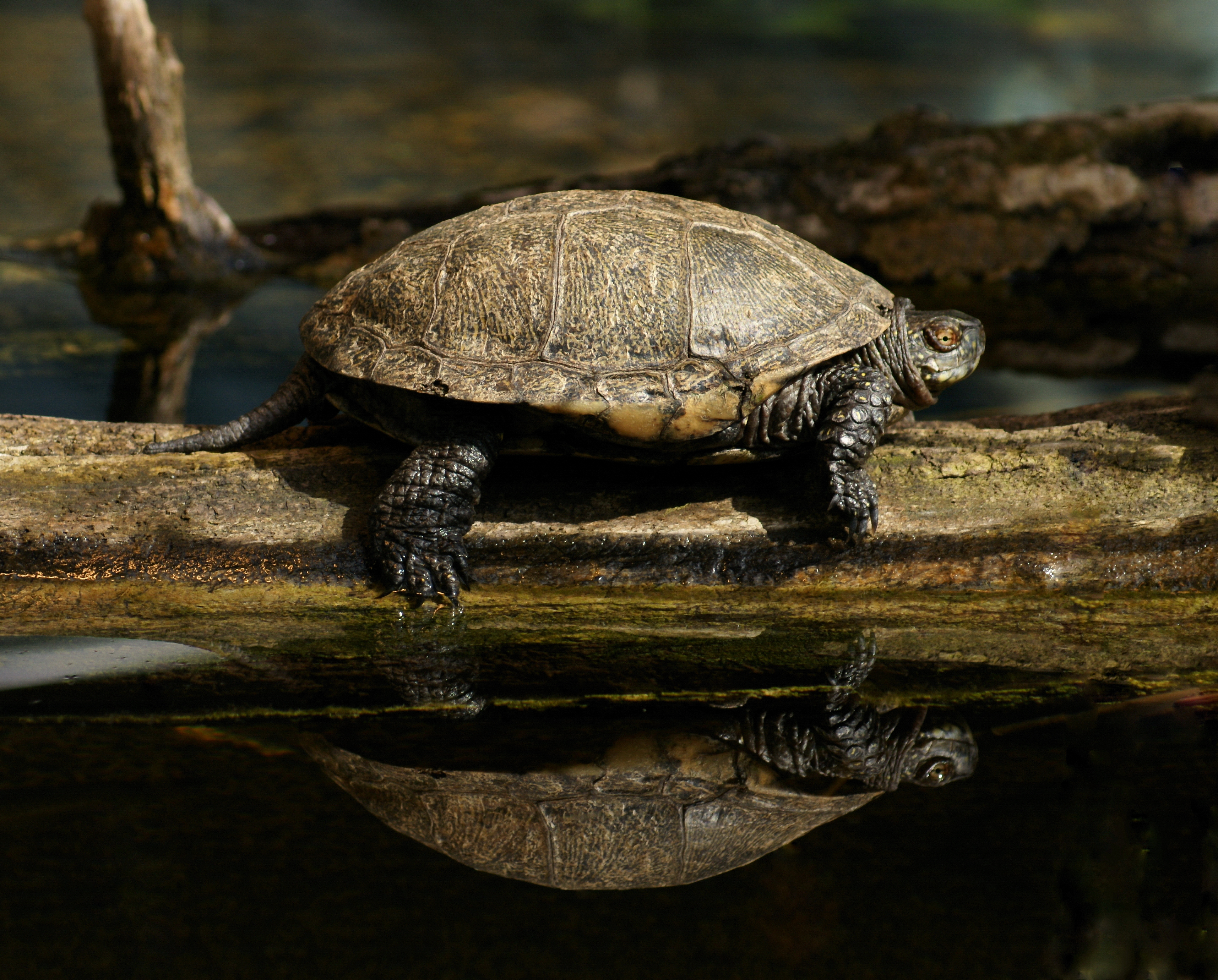
Żółw błotny

Ostoja Witnicko-Dębniańska (PLB320015) – obszar specjalnej ochrony ptaków położony na północnym skraju doliny Warty, na Pojezierzu Zachodniopomorskim i Pojezierzu Południowopomorskim, o powierzchni 46 993,1 ha, w województwie lubuskim i zachodniopomorskim. Powołany do życia w 2007. 

## Położenie
Teren obszaru znajduje się w obrębie gmin: Witnica, Bogdaniec, Lubiszyn, Dębno, Trzcińsko-Zdrój, Chojna, Myślibórz, Boleszkowice oraz miasta Gorzów Wielkopolski.

## Charakter
Obszar obejmuje kompleksy leśne na skraju doliny Warty, a także położone na północ od nich – aż do Dębna i dolin Myśli oraz Kosy. Są to lasy gospodarcze z licznymi torfowiskami mszarnymi. Na zachodzie część obszaru rozcinają silnie meandrujące rzeki, z niewielkimi starorzeczami, a także rozległe zbiorowiska wodno-bagienne i szuwarowe. Na obszarze rozsiane są jeziora dystroficzne i eutroficzne.

## Fauna
Występują tu przynajmniej 24 gatunki ptaków z załącznika I dyrektywy ptasiej, w tym cztery gatunki z Polskiej czerwonej księgi. W okresie lęgowym obszar zasiedla co najmniej 1% polskiej populacji następujących gatunków ptaków: bielik, kania czarna, kania ruda, puchacz i gęgawa. Stosunkowo liczny jest: dzięcioł czarny, dzięcioł średni, a także żuraw.
Występuje tu również żółw błotny, rzadki w Polsce.
Cenne gatunki występujące na terenie ostoi:

- bąk,
- bączek,
- bocian czarny,
- bocian biały,
- łabędź krzykliwy,
- trzmielojad,
- kania czarna,
- kania ruda,
- bielik,
- błotniak stawowy,
- błotniak łąkowy,
- orlik krzykliwy,
- rybołów,
- kropiatka,
- derkacz,
- żuraw,
- siewka złota,
- łęczak,
- rybitwa zwyczajna,
- rybitwa czarna,
- puchacz,
- lelek,
- zimorodek,
- dzięcioł czarny,
- dzięcioł średni,
- lerka,
- podróżniczek,
- jarzębatka,
- muchołówka mała,
- biegus zmienny,
- gąsiorek,
- wydra,
- piskorz,
- koza[1].

## Roślinność
W południowej części obszaru występują grądy, ciepłolubne dąbrowy, a także płaty buczyn i torfowiska mszarne.

## Inne formy ochrony przyrody
Na terenie obszaru znajduje się 6 rezerwatów przyrody: Morenowy Las (20,83 ha), Bogdanieckie Grądy (40,03 ha), Dębowa Góra (11,23 ha), Czapli Ostrów (16,45 ha) i Długogóry (120,36 ha), Torfowisko Ustronie (6,59 ha).
Ponad 38% powierzchni ostoi leży w granicach kilku obszarów chronionego krajobrazu, najwięcej (17,03%) zajmuje Obszar Chronionego Krajobrazu „A” (Dębno-Gorzów).

## Zagrożenia
Do najpoważniejszych zagrożeń należą: gospodarka leśna, wydobycie ropy naftowej, odwadnianie ekosystemów torfowisk niskich, mszarnych przejściowych oraz wysokich, rybactwo i wędkarstwo, spływ nawozów z pól, wydeptywanie fragmentów fitocenoz mszarnych, łowiectwo i kłusownictwo.